# 令支県
令支県（れいし-けん。中: 令支縣）はかつて中国に存在した県。現在の中華人民共和国河北省遷安市南西部に相当する。
秦朝により設置され、南北朝時代に北魏により廃止された。
漢の時代は遼西郡に属した。